# Cantonul Saint-Geoire-en-Valdaine
Cantonul Saint-Geoire-en-Valdaine este un canton din arondismentul La Tour-du-Pin, departamentul Isère, regiunea Rhône-Alpes, Franța.

## Comune
- La Bâtie-Divisin
- Charancieu
- Massieu
- Merlas
- Montferrat
- Paladru
- Saint-Bueil
- Saint-Geoire-en-Valdaine (reședință)
- Saint-Sulpice-des-Rivoires
- Velanne
- Voissant